# Елеонора фон Вюртемберг
Елеонора фон Вюртемберг (на немски: Eleonore von Württemberg, * 22 март 1552, † 12 януари 1618) е херцогиня от Вюртемберг и чрез женитба княгиня на Анхалт и ландграфиня на Хесен-Дармщат.
Тя е петата дъщеря на херцог Христоф фон Вюртемберг (1515 – 1568) и съпругата му Анна Мария фон Бранденбург-Ансбах (1526 – 1589), дъщеря на маркграф Георг.
Елеонора се омъжва на 9 януари 1571 г. в Щутгарт за княз Йоахим Ернст I от Анхалт (1536 – 1586) от династията Аскани, княз на Анхалт-Десау, на Анхалт-Цербст, на Анхалт-Кьотен, на Анхалт и на Анхалт-Пльотцкау. Тя е втората му съпруга. Те имат 10 деца:
- Бернхард (1571 – 1596), полковник на Горносаксонския имперски окръг, убит в Турската война
- Агнес Хедвиг (1573 – 1616)

∞ 1. 1586 курфюрст Август от Саксония (1526 – 1586)
∞ 2. 1588 херцог Йохан фон Шлезвиг-Холщайн-Зондербург (1545 – 1622)
- Доротея Мария (1574 – 1617)

∞ 1593 херцог Йохан III от Саксония-Ваймар (1570 – 1605)
- Август (1575 – 1653), княз на Анхалт-Пльотцкау
- Рудолф I (1576 – 1621), княз на Анхалт-Цербст
- Йохан Ернст (1578 – 1601)
- Лудвиг I (1579 – 1650), княз на Анхалт-Кьотен
- Сабина (1580 – 1599)
- Йоахим Христоф (1582 – 1583)
- Анна София (1584 – 1652)

∞ 1613 граф Карл Гюнтер от Шварцбург-Рудолщат (1576 – 1630)
Елеонора се омъжва отново на 25 май 1589 г. за ландграф Георг I от Хесен-Дармщат (1547 – 1596) от род Дом Хесен. Тя е втората му съпруга. Двамата имат син:
- Хайнрих (*/† 21 март 1590)